# Campionati mondiali di nuoto in vasca corta 2010 - 100 metri stile libero maschili
Le qualifiche per le semifinali si sono svolte la mattina del 18 dicembre 2010, mentre le semifinali si sono svolte la sera dello stesso giorno. La finale si è svolta la sera del 19 dicembre 2010.

## Medagliere
| Posizione | Atleta            | Paese   |
| --------- | ----------------- | ------- |
| Oro       | César Cielo Filho | Brasile |
| Argento   | Fabien Gilot      | Francia |
| Bronzo    | Nikita Lobintsev  | Russia  |

## Record
Prima della manifestazione il record del mondo (RM) e il record dei campionati (RC) erano i seguenti:
| Record mondiale       | 44.94 | Amaury Leveaux Francia    | 13 dicembre 2008 Fiume, Croazia        |
| Record dei campionati | 46.67 | Nathan Adrian Stati Uniti | 13 aprile 2008 Manchester, Regno Unito |

Durante la competizione sono stati migliorati i seguenti record:
| Data             | Evento        | Atleta            | Nazione | Tempo | Record                |
| ---------------- | ------------- | ----------------- | ------- | ----- | --------------------- |
| 18 dicembre 2010 | 15ª batteria  | Fabien Gilot      | Francia | 46.62 | Record dei campionati |
| 18 dicembre 2010 | 2ª semifinale | César Cielo Filho | Brasile | 46.01 | Record dei campionati |
| 19 dicembre 2010 | Finale        | César Cielo Filho | Brasile | 45.74 | Record dei campionati |

## Risultati batterie
| Pos. | Batteria | Corsia | Atleta                           | Nazionalità          | Tempo       | Note                  |
| ---- | -------- | ------ | -------------------------------- | -------------------- | ----------- | --------------------- |
| 1    | 15       | 6      | Fabien Gilot                     | Francia              | 46.62       | Record dei campionati |
| 2    | 16       | 5      | Nathan Adrian                    | Stati Uniti          | 46.66       |                       |
| 3    | 15       | 4      | César Cielo Filho                | Brasile              | 46.83       |                       |
| 3    | 16       | 6      | Nikita Lobintsev                 | Russia               | 46.83       |                       |
| 5    | 16       | 2      | Garrett Weber-Gale               | Stati Uniti          | 46.94       |                       |
| 6    | 16       | 4      | Danila Izotov                    | Russia               | 47.00       |                       |
| 7    | 16       | 3      | Matthew Abood                    | Australia            | 47.03       |                       |
| 8    | 15       | 7      | Alain Bernard                    | Francia              | 47.04       |                       |
| 9    | 15       | 5      | Konrad Czerniak                  | Polonia              | 47.06       |                       |
| 10   | 15       | 3      | Stefan Nystrand                  | Svezia               | 47.19       |                       |
| 11   | 14       | 2      | Kyle Richardson                  | Australia            | 47.23       |                       |
| 12   | 14       | 3      | Luca Dotto                       | Italia               | 47.32       |                       |
| 13   | 14       | 4      | Filippo Magnini                  | Italia               | 47.34       |                       |
| 14   | 15       | 2      | Graeme John Moore                | Sudafrica            | 47.40       |                       |
| 15   | 16       | 8      | Jason Dunford                    | Kenya                | 47.60       |                       |
| 16   | 14       | 1      | Shaune Fraser                    | Isole Cayman         | 47.61       |                       |
| 17   | 12       | 2      | David Dunford                    | Kenya                | 47.67       |                       |
| 18   | 14       | 6      | Nicolas Oliveira                 | Brasile              | 47.69       |                       |
| 19   | 15       | 1      | Nabil Kebbab                     | Algeria              | 47.72       |                       |
| 20   | 13       | 2      | Hanser Garcia Hernandez          | Cuba                 | 47.81       |                       |
| 21   | 14       | 8      | Zhiwu Lu                         | Cina                 | 47.87       |                       |
| 22   | 15       | 8      | Federico Grabich                 | Argentina            | 48.20       |                       |
| 23   | 13       | 3      | Dominik Meichtry                 | Svizzera             | 48.29       |                       |
| 24   | 10       | 1      | Kai Wai David Wong               | Hong Kong            | 48.53       |                       |
| 25   | 13       | 6      | Tengfei Shi                      | Cina                 | 48.59       |                       |
| 25   | 14       | 5      | Martin Verner                    | Rep. Ceca            | 48.59       |                       |
| 25   | 16       | 7      | Alexandre Agostinho              | Portogallo           | 48.59       |                       |
| 28   | 10       | 7      | Velimir Stjepanović              | Serbia               | 48.77       |                       |
| 29   | 10       | 2      | Cristian Quintero                | Venezuela            | 48.80       |                       |
| 30   | 14       | 7      | Michal Rubacek                   | Rep. Ceca            | 48.82       |                       |
| 31   | 12       | 6      | Richard Hortness                 | Canada               | 48.83       |                       |
| 32   | 11       | 8      | Hassaan Abdel Khalik             | Canada               | 48.99       |                       |
| 33   | 1        | 4      | Alon Mandel                      | Israele              | 49.04       |                       |
| 34   | 11       | 5      | Roberto Gomez                    | Venezuela            | 49.05       |                       |
| 35   | 13       | 5      | Daniil Tulupov                   | Uzbekistan           | 49.18       |                       |
| 36   | 12       | 3      | Andrii Govorov                   | Ucraina              | 49.36       |                       |
| 37   | 11       | 7      | Julio Cesar Galofre              | Colombia             | 49.42       |                       |
| 38   | 13       | 8      | Vladimir Sidorkin                | Estonia              | 49.43       |                       |
| 39   | 12       | 8      | Pjotr Degtjarjov                 | Estonia              | 49.52       |                       |
| 40   | 13       | 4      | Thomas Ole Fadnes                | Norvegia             | 49.53       |                       |
| 41   | 12       | 5      | Joshua Mcleod                    | Trinidad e Tobago    | 49.63       |                       |
| 42   | 13       | 7      | Martin Kutscher                  | Uruguay              | 49.66       |                       |
| 43   | 1        | 6      | Ryo Takayasu                     | Giappone             | 49.71       |                       |
| 44   | 12       | 4      | Artur Dilman                     | Kazakistan           | 49.72       |                       |
| 45   | 12       | 7      | Michal Navara                    | Slovacchia           | 49.75       |                       |
| 46   | 13       | 1      | Gard Kvale                       | Norvegia             | 49.76       |                       |
| 47   | 9        | 4      | Grant Beahan                     | Zimbabwe             | 49.80       |                       |
| 48   | 10       | 6      | Juan M. Cambindo                 | Colombia             | 49.83       |                       |
| 49   | 10       | 5      | Charles Daniel Hockin Brusquetti | Paraguay             | 50.01       |                       |
| 50   | 10       | 3      | Jean-François Schneiders         | Lussemburgo          | 50.09       |                       |
| 51   | 11       | 1      | Ensar Hajder                     | Bosnia ed Erzegovina | 50.12       |                       |
| 52   | 9        | 5      | Ryan Pini                        | Papua Nuova Guinea   | 50.19       |                       |
| 53   | 8        | 5      | Mohamed Hussein                  | Egitto               | 50.20       |                       |
| 54   | 10       | 8      | Charles William Walker           | Filippine            | 50.30       |                       |
| 55   | 10       | 4      | Abdullah Altuwaini               | Kuwait               | 50.34       |                       |
| 56   | 11       | 3      | Vasilii Danilov                  | Kirghizistan         | 50.45       |                       |
| 57   | 11       | 2      | Lucas Del Picolo                 | Argentina            | 50.50       |                       |
| 58   | 11       | 6      | Ping Yuan                        | Taipei cinese        | 50.57       |                       |
| 59   | 11       | 4      | Petr Romashkin                   | Uzbekistan           | 50.65       |                       |
| 60   | 9        | 1      | Andrew Chetcuti                  | Malta                | 50.86       |                       |
| 61   | 9        | 8      | Ho Chun Yan                      | Hong Kong            | 51.05       |                       |
| 62   | 8        | 4      | Sebastian Arispe                 | Perù                 | 51.12       |                       |
| 63   | 8        | 6      | Kevin Avila                      | Guatemala            | 51.18       |                       |
| 64   | 8        | 2      | Abdoul Khadre Mbaye Niane        | Senegal              | 51.30       |                       |
| 65   | 7        | 3      | José Montoya                     | Costa Rica           | 51.38       |                       |
| 66   | 9        | 6      | Mohammed Madouh                  | Kuwait               | 51.64       |                       |
| 67   | 7        | 7      | Hycinth Cijntje                  | Antille Olandesi     | 51.68       |                       |
| 68   | 9        | 2      | Morad Berrada                    | Marocco              | 51.74       |                       |
| 69   | 9        | 7      | Mikayel Koloyan                  | Armenia              | 51.93       |                       |
| 70   | 8        | 1      | Quinton Delie                    | Namibia              | 52.03       |                       |
| 71   | 9        | 3      | Kuan Fong Lao                    | Macao                | 52.32       |                       |
| 72   | 5        | 7      | Timothy Ferris                   | Zimbabwe             | 52.64       |                       |
| 72   | 8        | 8      | Hazem Abdulwahid Tashkandi       | Arabia Saudita       | 52.64       |                       |
| 74   | 6        | 8      | Manuel González                  | Panama               | 53.04       |                       |
| 75   | 7        | 2      | Martin Tomasin                   | Bolivia              | 53.07       |                       |
| 76   | 7        | 6      | Makram Fatoul                    | Libano               | 53.27       |                       |
| 77   | 7        | 8      | Pok Man Ngou                     | Macao                | 53.30       |                       |
| 78   | 6        | 2      | Yellow Yeiyah                    | Nigeria              | 53.36       |                       |
| 79   | 6        | 5      | Colin Bensadon                   | Gibilterra           | 53.52       |                       |
| 79   | 6        | 3      | Julien Brice                     | Saint Lucia          | 53.52       |                       |
| 81   | 5        | 3      | Derrick Bakhuis                  | Antille Olandesi     | 53.60       |                       |
| 82   | 7        | 4      | Saeed Al Jesmi                   | Emirati Arabi Uniti  | 53.87       |                       |
| 83   | 6        | 4      | Moh'D Aqelah                     | Giordania            | 53.90       |                       |
| 84   | 8        | 3      | Loai Abdulwahid Tashkandi        | Arabia Saudita       | 53.94       |                       |
| 85   | 5        | 4      | Sofyan El-Gadi                   | Libia                | 54.32       |                       |
| 85   | 5        | 8      | Edward Caruana Dingli            | Malta                | 54.32       |                       |
| 87   | 5        | 5      | James Sanderson                  | Gibilterra           | 54.35       |                       |
| 88   | 5        | 6      | Andrey Molchanov                 | Turkmenistan         | 54.36       |                       |
| 89   | 5        | 2      | Samer Kamal                      | Giordania            | 54.42       |                       |
| 90   | 4        | 5      | Ahmed Ajwad Abd Alkarem          | Iraq                 | 54.43       |                       |
| 91   | 8        | 7      | Faisal Al Jasmi                  | Emirati Arabi Uniti  | 54.75       |                       |
| 92   | 6        | 1      | Joshua Runako Daniel             | Saint Lucia          | 54.77       |                       |
| 93   | 7        | 1      | Nuno Miguel Rola                 | Angola               | 54.78       |                       |
| 94   | 4        | 6      | Mark Thompson                    | Zambia               | 54.80       |                       |
| 95   | 7        | 5      | Mario Sulkja                     | Albania              | 55.12       |                       |
| 96   | 6        | 6      | Jurgen Fici                      | Albania              | 55.67       |                       |
| 97   | 1        | 2      | Harutyun Banduryan               | Armenia              | 56.52       |                       |
| 98   | 4        | 4      | Omar Nunez                       | Nicaragua            | 56.71       |                       |
| 99   | 4        | 3      | Anderson Lim                     | Brunei               | 56.82       |                       |
| 100  | 2        | 2      | Kouassi Franck Olivier Brou      | Costa d'Avorio       | 56.85       |                       |
| 101  | 1        | 3      | Tepaia Payne                     | Isole Cook           | 56.98       |                       |
| 102  | 4        | 7      | Ronaldo Rodrigues                | Guyana               | 57.64       |                       |
| 103  | 5        | 1      | Israr Hussain                    | Pakistan             | 57.86       |                       |
| 104  | 4        | 2      | Mohd Bahrin Shah Behrom Shem     | Brunei               | 57.96       |                       |
| 105  | 3        | 2      | Hilal Hilal                      | Tanzania             | 59.48       |                       |
| 106  | 1        | 5      | Adama Ouedraogo                  | Burkina Faso         | 59.66       |                       |
| 107  | 4        | 8      | Ron Albert Roucou                | Seychelles           | 1:00.10     |                       |
| 108  | 3        | 5      | Inayath Hassan                   | Maldive              | 1:00.23     |                       |
| 109  | 2        | 6      | Tano Pierre Claver Atta          | Costa d'Avorio       | 1:00.28     |                       |
| 110  | 2        | 8      | Giordan Harris                   | Isole Marshall       | 1:00.59     |                       |
| 111  | 3        | 3      | Daisuke, Ronald Ssegwanyi        | Uganda               | 1:01.72     |                       |
| 112  | 4        | 1      | Shailesh Shumsher J.B. Rana      | Nepal                | 1:01.97     |                       |
| 113  | 3        | 6      | Conrad Gaira                     | Uganda               | 1:04.60     |                       |
| 114  | 2        | 1      | Mamadou Fofana                   | Mali                 | 1:05.01     |                       |
| 115  | 2        | 4      | Adam David Kitururu              | Tanzania             | 1:06.85     |                       |
| 116  | 2        | 7      | Mohamed Coulibaly                | Mali                 | 1:08.53     |                       |
| 117  | 2        | 5      | Chingizov Alisher                | Tagikistan           | 1:10.00     |                       |
| 118  | 3        | 1      | Godonou Wilfrid Tevoedjre        | Benin                | 1:11.23     |                       |
| 119  | 2        | 3      | Ndinga Anauska Jynior            | Rep. del Congo       | 1:12.87     |                       |
|      | 3        | 4      | Athoumani Youssouf               | Comore               | Non partito | Non partito           |
|      | 3        | 7      | Ahmed Chawali                    | Comore               | Non partito | Non partito           |
|      | 3        | 8      | Sergelen Tegshee                 | Mongolia             | Non partito | Non partito           |
|      | 6        | 7      | Khachik Plavchyan                | Armenia              | Non partito | Non partito           |
|      | 12       | 1      | Masayuki Kishida                 | Giappone             | Non partito | Non partito           |
|      | 16       | 1      | Lars Froelander                  | Svezia               | Non partito | Non partito           |

## Semifinali
| Pos. | Batteria | Corsia | Atleta             | Nazionalità | Tempo | Note                  |
| ---- | -------- | ------ | ------------------ | ----------- | ----- | --------------------- |
| 1    | 2        | 5      | César Cielo Filho  | Brasile     | 46.01 | Record dei campionati |
| 2    | 2        | 4      | Fabien Gilot       | Francia     | 46.11 |                       |
| 3    | 2        | 6      | Matthew Abood      | Australia   | 46.61 |                       |
| 4    | 1        | 6      | Alain Bernard      | Francia     | 46.71 |                       |
| 5    | 1        | 2      | Stefan Nystrand    | Svezia      | 46.75 |                       |
| 6    | 1        | 7      | Luca Dotto         | Italia      | 46.93 |                       |
| 7    | 1        | 5      | Nikita Lobintsev   | Russia      | 46.98 |                       |
| 8    | 1        | 4      | Nathan Adrian      | Stati Uniti | 46.99 |                       |
| 9    | 1        | 1      | Graeme John Moore  | Sudafrica   | 47.01 |                       |
| 10   | 2        | 2      | Konrad Czerniak    | Polonia     | 47.08 |                       |
| 10   | 2        | 3      | Garrett Weber-Gale | Stati Uniti | 47.08 |                       |
| 12   | 2        | 1      | Filippo Magnini    | Italia      | 47.12 |                       |
| 13   | 1        | 3      | Danila Izotov      | Russia      | 47.18 |                       |
| 14   | 1        | 8      | David Dunford      | Kenya       | 47.23 |                       |
| 15   | 2        | 7      | Kyle Richardson    | Australia   | 47.27 |                       |
| 16   | 2        | 8      | Jason Dunford      | Kenya       | 47.49 |                       |

## Finale
| Pos. | Corsia | Atleta            | Nazionalità | Tempo | Note                  |
| ---- | ------ | ----------------- | ----------- | ----- | --------------------- |
|      | 4      | César Cielo Filho | Brasile     | 45.74 | Record dei campionati |
|      | 5      | Fabien Gilot      | Francia     | 45.97 |                       |
|      | 1      | Nikita Lobintsev  | Russia      | 46.35 |                       |
| 4    | 6      | Alain Bernard     | Francia     | 46.37 |                       |
| 5    | 3      | Matthew Abood     | Australia   | 46.40 |                       |
| 6    | 8      | Nathan Adrian     | Stati Uniti | 46.44 |                       |
| 7    | 7      | Luca Dotto        | Italia      | 46.68 |                       |
| 8    | 2      | Stefan Nystrand   | Svezia      | 46.81 |                       |